# Laureen Maxwell
Pour les articles homonymes, voir Maxwell.
Laureen Maxwell (née le 23 mai 2002 à Courcouronnes) est une athlète française spécialiste du saut en hauteur. 

## Carrière
Elle remporte le concours du saut en hauteur aux Championnats de France d'athlétisme 2021 à Angers avec un saut à 1,91 m.
Elle participe aux Championnats du monde juniors d'athlétisme 2021 de Nairobi. Le 20 août, elle se qualifie pour la finale avec un saut à 1,78 m.